# Chapmanicytherura
Chapmanicytherura is een geslacht van uitgestorven kreeftachtigen uit de klasse van de Ostracoda (mosselkreeftjes).

## Soorten
- Chapmanicytherura chathamensis Weaver, 1982 †
- Chapmanicytherura kayei Weaver, 1982 †